# Mexazolam
Mexazolam (comercializado sob os nomes  Sedoxil e Melex) é uma substância utilizada como medicamento pertencente ao grupo das benzodiazepinas.

## Indicações
- Perturbações da ansiedade e sintomas ansiosos.[1]

## Reacções adversas
- Sonolência.
- Amnésia.[1]
- Descoordenação motora.
- Alterações gastro-intestinais.
- Diarreia.
- Vómitos.
- Alterações do apetite.
- Alterações visuais.
- Irregularidades cardiovasculares.
- Confusão.
- Depressão.[1]
- Vertigem.
- O seu uso prolongado pode causar dependência e síndrome de abstinência quando a medicação é interrompida abruptamente.

## Contra indicações e precauções
- As doses devem ser reduzidas nos idosos.
- Deve ser administrado com cuidado em doentes com miastenia gravis, hipersensibilidade às benzodiazepinas, insuficiência respiratória grave, apneia do sono ou com insuficiência hepática grave.
- Não deve ser administrado durante o primeiro trimestre da gravidez.
- Como é excretado pelo leite materno, não deve ser administrado às mães enquanto amamentam, por poder provocar letargia no bebé.
- Não deve ser utilizado em pediatria,[1] porque não existem estudos que provem a sua segurança.

## Interacções
- Deve ser evitado o uso concomitante de álcool e medicamentos depressores do Sistema Nervoso Central.
- O uso concomitante de mexazolam com analgésicos narcóticos pode levar a um agravamento de euforia e dependência física.
- A administração comcomitante de celecoxibe, eritromicina, cloropromazina, haloperidol, diazepam, cipro-heptadina, aminopirina, fenobarbital, sulpiride, triclorometiazida[1] e metildopa pode provocar aumento da concentração de mexazolam ou potenciar o seu efeito, sendo necessário reduzir a dose desta benzodiazepina.
- A administração comcomitante de imipramina, amitriptilina e clorfeniramina pode diminuir o efeito de mexazolam.[1]

## Posologia
- A posologia normal diária é de 1 mg a 3 mg em 1 a 3 administrações. Nos idosos a dose máxima diária recomendada é de 1,5 mg.[1]

(Meia-vida Biológica de 36 a 100 horas)

## Farmacocinética
- Mexazolam atravessa a barreira placentária e aparece em pequenas doses no leite materno.

## Excreção
- Mexazolam é excretado pela urina, assim como os seus metabolitos.

## Classificação
- MSRM
- CAS - 31868-18-5